# Fulmarus hammeri
Fulmarus hammeri je izumrla vrsta ptice iz roda Fulmarus. Živjela je u kasnom miocenu. Podatci o njoj se znaju samo iz fosila pronađenih na obali Tihog oceana u Kaliforniji 1984.